# The Veer Union
The Veer Union ist eine Metal-Band aus Vancouver, British Columbia, Kanada. Die Band wurde 2004 von Crispin Earl und Eric Schraeder gegründet. Sie stehen bei Universal Motown Records unter Vertrag.
Ihr Song Seasons war der Theme Song zu WWE Backlash 2009.
Von Juli bis September 2009 waren sie mit Hurt und den Sick Puppies auf Tour.

## Diskografie

### Alben
- 2006: Time to Break the Spell – als Veer
- 2009: The Veer Union (EP)
- 2009: Against the Grain
- 2012: Divide The Blackened Sky
- 2016: Decade
- Decade (Acoustic Sessions)
- 2018: Decade II: Rock & Acoustic[2]
- 2018: Decade III: Demos & Rarities[3]
- 2019: Against the Grain (10 Year Anniversary Edition)[4]
- 2019: Covers Collection, Vol. 1[5]
- 2020: Covers Collection, Vol. 1 (Deluxe Edition)[6]

### Singles
- 2009: Seasons
- 2009: Youth of Yesterday
- 2010: Darker Side of Me